# Paracis pustulata
Paracis pustulata is een zachte koraalsoort uit de familie Plexauridae. De koraalsoort komt uit het geslacht Paracis. Paracis pustulata werd in 1889 voor het eerst wetenschappelijk beschreven door Wright & Studer. 